# Північнодвінський міст
Північнодвінський міст (рос. Северодвинский мост) — автомобільно-залізничний металевий розвідний міст через Північну Двіну в Архангельську.

## Історія
Проєкт мосту було розроблено в інституті Ленгіпротрансмост (Головні інженери проєкту К. С. Шаблій, А. Б. Воловик, Г. Л. Катранов). Будівництво мосту почалося 1958 року, роботи були завершені у 1964 році. 5 листопада 1964 року, після того, як голова Архангельського облвиконкому В. Агібалов перерізав стрічку, по Північнодвінському мосту пройшов перший залізничний склад і колона автомашин.
Офіційну назву Північнодвінський міст отримав у 1988 році. До цього він був без назви.
Довжина мосту — 1094 м, відстань від води до мосту — 13,4 метра. По мосту прокладено двосмугову автомобільну дорогу, одноколійну залізничну лінію та пішохідну доріжку. Для проходу високих суден міст найчастіше розводиться вночі. Є найпівнічнішим розвідним мостом у світі.

## Галерея

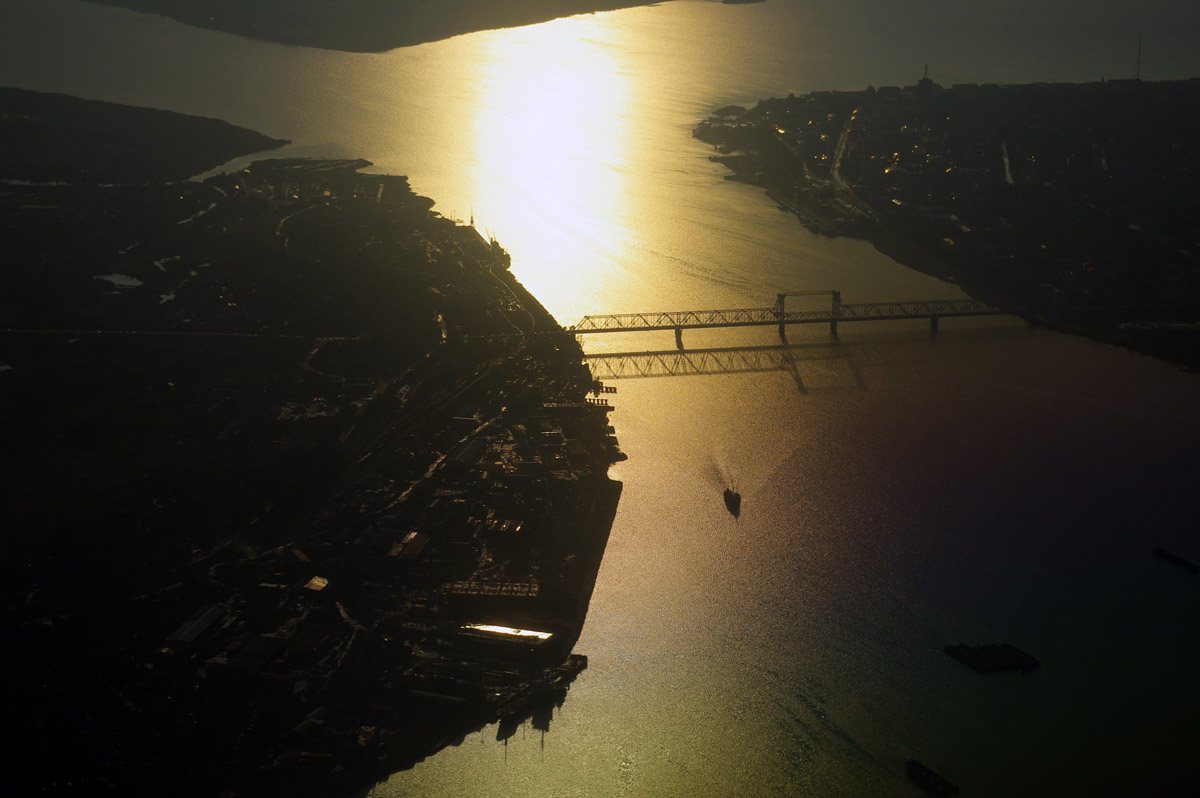
Архангельськ, старий міст, вид з борту літака

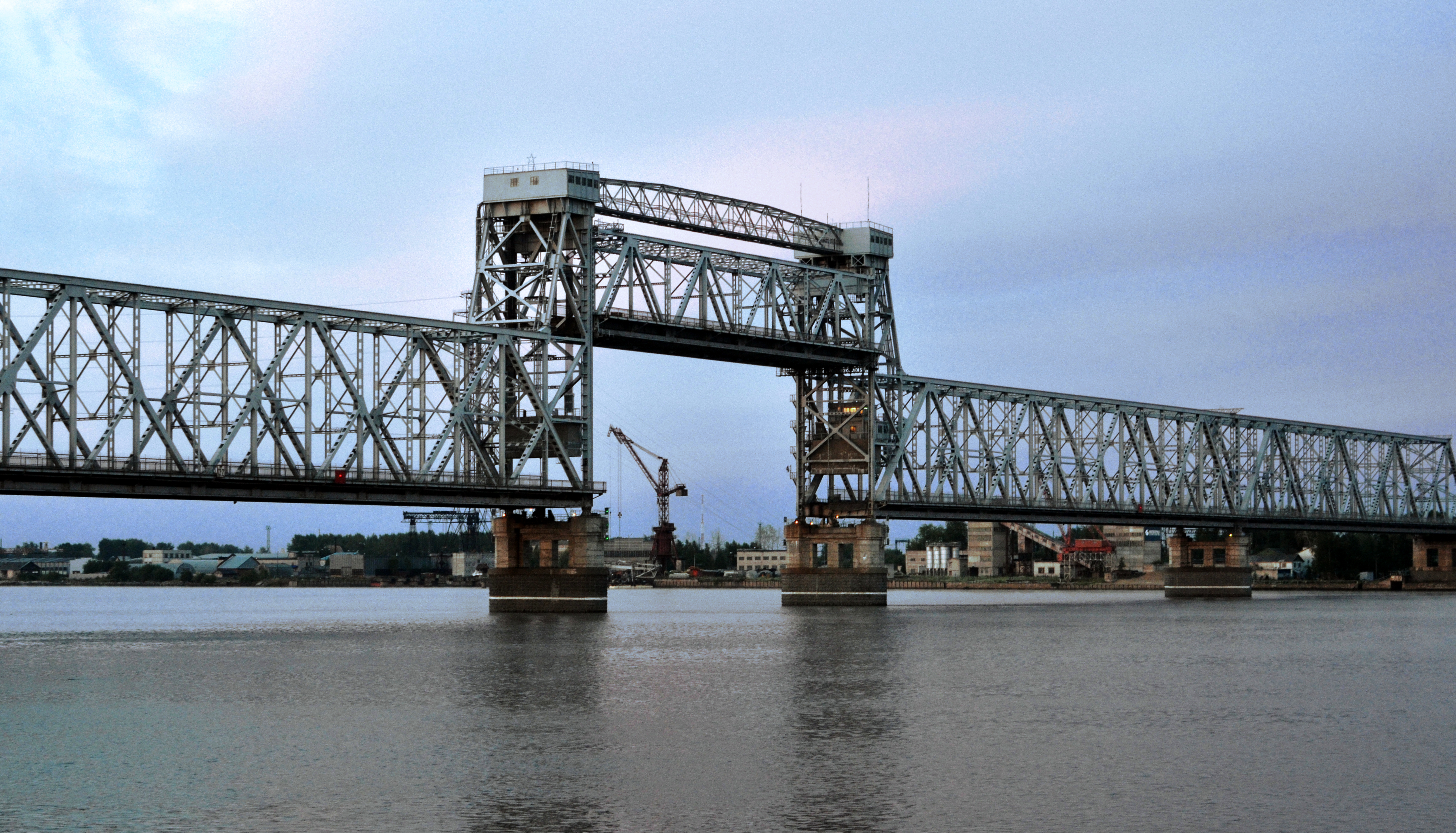
Північнодвінський міст в розведеному стані